# Даргях-заде, Расим Ильяс оглы
Раси́м Илья́с оглы́ (Илья́сович) Даргя́х-заде́ (19 февраля 1944, Кировабад — 15 июня 2025) — советский и российский деятель кино, президент Гильдии организаторов кинопроизводства и кинопоказа (1997—2005), секретарь Союза кинематографистов России (1999—2005), бессменный директор и художественный руководитель «Дома Ханжонкова» (c 1990 года). Заслуженный работник культуры Российской Федерации (2003).

## Биография
Расим Даргях-заде родился 19 февраля 1944 года в городе Кировабад Азербайджанской ССР в знатной потомственной интеллигентной семье выходцев из Карабаха. В 1961 году окончил среднюю школу № 4 города Кировабада.
В 1967 году окончил очное отделение Азербайджанского института нефти и химии, а в 1987 — вечернее отделение Московского института управления.
С 1964 года печатается в периодических изданиях по проблемам кинокультуры. В 1967—1971 годах работал в Институте физики Академии наук Азербайджана, а также сотрудничал в качестве внештатного лектора с Азербайджанским отделением Бюро пропаганды советского киноискусства Союза кинематографистов СССР.
В 1971 году в газете «Баку» опубликовал статью «Почему мы редко ходим в кино?», в которой выступил с реформаторскими идеями совершенствования организации кинопроката и рекламы отечественных фильмов, в частности выдвинул идею превращения кинотеатров, как наиболее распространенных очагов культуры, в многопрофильные культурно-развлекательные центры, создания в них специализированных залов показа авторского кино, архивного кино и повторного проката классики киноискусства.
В 1972—1975 годах аспирант ЭНИНа им. Г. М. Кржижановского в Москве. Занимался экспериментами в области высоковольтного газового разряда и молниезащиты, по результатам исследований опубликовал, в соавторстве, несколько статей в советских и зарубежных научных изданиях.
В 1976—1987 годах — научный сотрудник ЭНИНа. Одновременно активно участвовал в общественной жизни Октябрьского района Москвы. В 1979—1980 годах участвовал в организации шефской помощи комсомольцев и молодежи Октябрьского района строительству Олимпийских объектов в Лужниках и на Олимпийском проспекте. В 1982—1986 годах возглавлял Штабы шефской помощи комсомольцев и молодежи Октябрьского района на строительстве гостиницы «Октябрьская» (ныне «Президент-Отель»), здания Картинной галереи на Крымском валу (позднее Центральный дом художника и Третьяковская галерея на Крымском Валу), новых корпусов завода «Красный пролетарий» у метро «Калужская», реконструкции Октябрьской площади и сооружения там монумента В. И. Ленина по проекту Льва Кербеля.
Лев Ефимович Кербель предлагал Расиму Даргях-заде работу в созданном при его участии Советском фонде культуры, однако Расим решил реализовать идею кинотеатра-клуба. С 1987 года начал профессионально работать в киноиндустрии, и в том же году его предложения были опубликованы в «многотиражках» Советского Союза в рамках репортажа с первомайской демонстрации на Красной площади в Москве.
Похоронен на Троекуровском кладбище.

### Работа в киноиндустрии
В следующем, 1988 году Даргях-заде создал один из первых в Советском Союзе кооперативов «по комплексному обслуживанию кинозрителей» — «Друзья кино».
С 1990 года — директор «Дома Ханжонкова».
С 1992 года — член Союза кинематографистов.
С 1997 года — президент Гильдии организаторов производства и проката фильмов Союза кинематографистов России, отработал на этом посту два четырёхлетних срока. За время работы выступал от имени Гильдии с рядом инициатив по коренному улучшению проката российских фильмов, их маркетинга и рекламы.
С 1998 по 2000 год — член Федерального Совета по кинофикации и кинопредпринимательству Госкино России.
С 1999 по 2005 год — секретарь правления Союза кинематографистов России.
Под руководством Расима Даргях-заде были возрождены исторические традиции одного из старейших центров кино Москвы и России — кинотеатра «Москва» (бывший «Горн», «Межрабпом», электротеатр «Пегас» Александра Ханжонкова), под новым названием — «Дом Ханжонкова».
Благодаря последовательной и целенаправленной деятельности Расима Даргях-заде на посту директора и художественного руководителя «Дома Ханжонкова» многие образцы российского дореволюционного киноискусства, произведённые кинофирмой «А.Ханжонков и К°», стали частью современного культурного обихода. Обществу были возвращены полузабытые имена первых «звёзд» российского кино: Александра Ханжонкова, Василия Гончарова, Евгения Бауэра, Веры Холодной, Ивана Мозжухина, Владислава Старевича, Веры Каралли, Витольда Полонского, Петра Чардынина.
Под руководством Расима Даргях-заде «Дом Ханжонкова» был дважды занесён в книги рекордов: Гиннесса в 1992 году и России в 1999 году за наибольшее количество фильмов, показанных на одном экране за год.
В период с 1990 по 2000 год в «Доме Ханжонкова» было проведено более 250 кинофестивалей, ретроспектив, тематических и жанровых кинопрограмм. «Дом Ханжонкова» учредил и вручал ежегодно более 60 кинонаград.
Писатель и журналист Александр Кикнадзе, председательствовавший в жюри конкурса «Гамбургский счёт», в котором на фестивале «Любить кино!» соревновались ленты раннего кинематографа, российского и западного, вспоминал:

Надо было быть полным сумасбродом, чтобы в такие годы вкладывать в кино. И не просто в кино, а в фестиваль, и не просто в фестиваль, а в фестиваль международный.
Расим Даргях-заде помнился мне как человек порывистый, деятельный, обладающий двумя одинаково ценными достоинствами — находить и терять друзей, ибо существуют на свете и такие друзья, которых «не терять нельзя».
— Александр Кикнадзе
Всего в Доме Ханжонкова по инициативе и под руководством Расима Даргях-заде проводились 7 регулярных кинофестивалей:

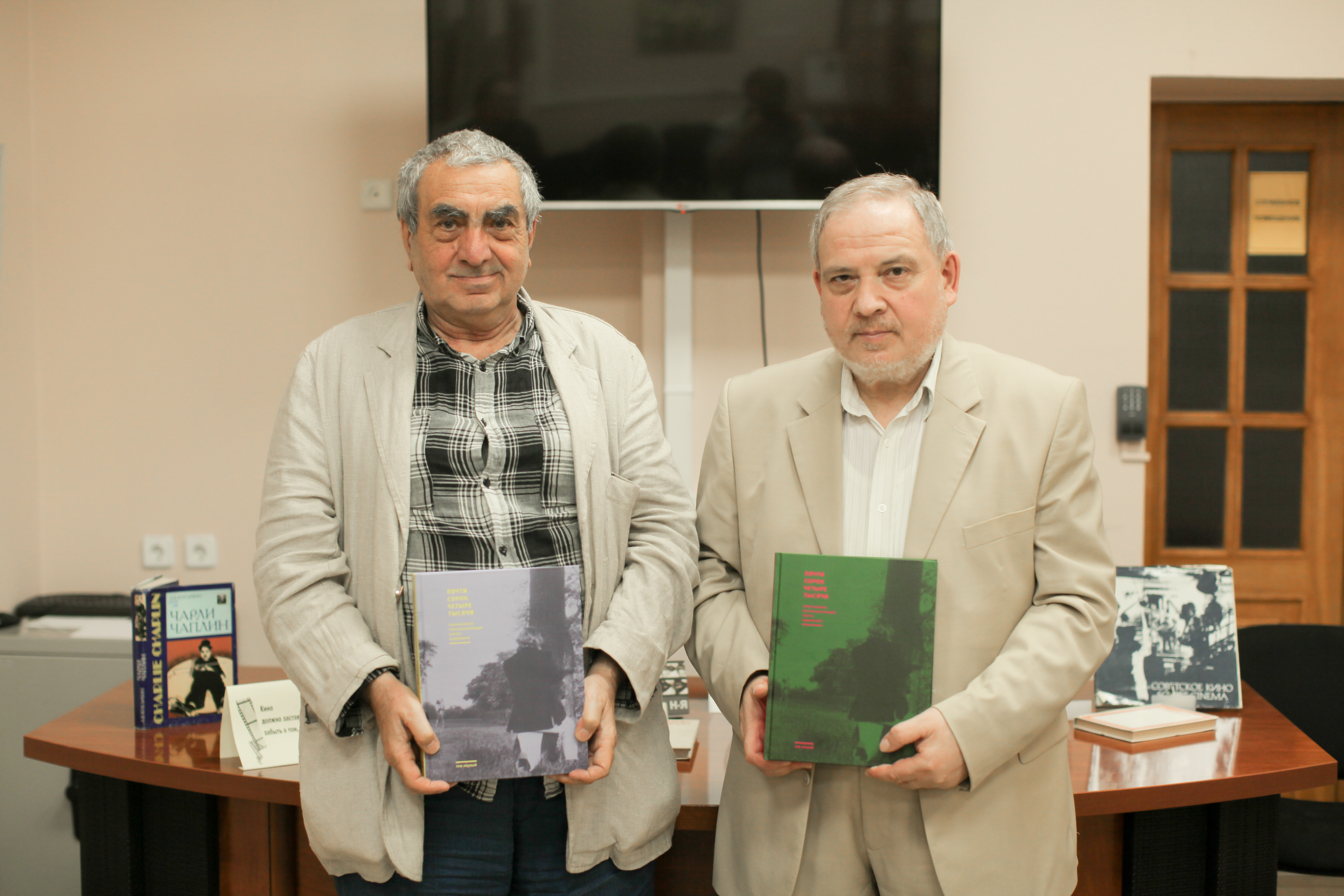
С кинокритиком Сергеем Кудрявцевым на презентации трёхтомника «Почти сорок четыре тысячи»

- Открытый российский кинофестиваль «Женщины кино» имени Веры Холодной (единственный в России фестиваль женщин-кинематографистов, проводился с 1991 года)
- Кинофестиваль-смотр лауреатов и номинантов премий киноакадемий США и России «Оскар» и «Ника» (проводился с 1996 года)
- Городской фестиваль «Московский Пегас» фильмов о Москве и москвичах (единственный в России и мире кинофестиваль, посвященный кинообразам отдельно взятого города, проводился с 1995 года)
- Рождественский кинофестиваль «Любить кино!» (посвященный истории, жизни, проблемам и судьбам кинематографа и кинематографистов, проводился с 1996 года)
- Международный фестиваль спортивного кино «Олимпийский экран» (проводился в дни Олимпийских игр, раз в два года — в годы олимпийского цикла, с 1992 года)
- Кинофестиваль «Любить по-русски» (российских фильмов «о любви», проводился в феврале с 2000 года)
- Фестиваль «Кино Победы» (проводился в мае с 1995 года)

В начале 2000-х годов к «Дому Ханжонкова» стали предъявляться претензии имущественного характера. Руководство Управления делами Президента (УДП), на баланс которого в середине 1990-х годов было переведено помещение «Дома Ханжонкова», подняло кинотеатру арендную плату до сумм, которые «Дом Ханжонкова» смог бы заработать лишь за несколько лет. В результате кинотеатр не смог выплачивать требуемые с него суммы арендной платы и к середине 2004 года оказался под угрозой закрытия. Расим Даргях-заде и коллектив киноцентра решительно встали на его защиту. Ходатайства и телеграммы в защиту «Дома Ханжонкова» в адрес президента России Владимира Путина направили более 50 видных деятелей культуры. Несмотря на это, 29 декабря 2004 года кинотеатр был выселен и закрыт, а историческое здание вскоре было передано руководством УДП в аренду повару из Италии. Позднее директор «Дома Ханжонкова» Расим Даргях-заде, в обращении к Владимиру Путину, охарактеризовал эти события как рейдерский захват.

К президенту прямо из зала обратился кто-то из участников. Он был без микрофона, и отчетливее всего слышны были два слова «закрывают» и «ресторан». Большинство подумали, что речь идет о закрытии какого-то ресторана. Особенно когда президент спросил: «Хороший ресторан?» Эпизод этот многих заинтриговал. Оказалось, директор Дома Ханжонкова Расим Даргях-заде обратился к Путину со словами о том, что «Управление делами президента закрыло Дом Ханжонкова и собирается открыть там ресторан». «Путин пообещал мне разобраться», — сказал Расим Ильясович.

Это обращение не возымело действия: здание «Дома Ханжонкова» было перепрофилировано, перестроено и больше не использовалось для кинопоказов.
Расим Даргях-заде принимал участие в издании трёхтомника «Почти сорок тысяч» (2013—2017) кинокритика и киноведа Сергея Кудрявцева.
На 2017 год Расим Даргях-заде возглавляет Фонд по изучению, собиранию, сохранению и популяризации кинонаследия «Дом кинонаследия» и остаётся директором «Дома Ханжонкова» (юридически организация продолжает существование).
Выдающийся кинорежиссёр Марлен Хуциев как-то сказал:

Мой дорогой Расим обладает истинно бакинской способностью находить путь к сердцам людей. Знакомы мы много лет, и я с радостью вижу, что не стареет его искусство. Его заслуги не только перед отечественным, но и перед мировым кинематографом несомненны.
— Марлен Хуциев

## Избранные публикации
- Р. Даргях-заде. От кино «большого» и телевизионного – к большому телевизионному кино // СК-Новости. — 2002. — № 126—127.
- Расим Даргях-заде. Кинопрокат погубили не чумовые женщины // Культура. — 2001. — 16 августа (№ 31). — С. 8.
- Р. Даргях-заде. О наболевшем // СК-Новости. — 2000. — № 81.
- Н. Горячев, Р. Даргях-заде. Летопись продолжается // Московский комсомолец. — 1985. — 1 ноября (№ 251 (14.421)).
- Р. Даргях-заде. На площади субботник // Комсомольская правда. — 1985. — 29 октября (№ 248 (18452)).
- Р. Даргях-заде. По-ударному! // Московская правда. — 1985. — 27 октября (№ 250 (19970)).
- Расим Даргях-заде. Почему мы редко ходим в кино? // «Баку»[азерб.]. — 1971. — 28 декабря. (азерб. )

## Награды и звания
- Заслуженный работник культуры Российской Федерации (2003)[3]
- Благодарность Министра культуры Российской Федерации (6 февраля 2004 года) — за многолетний плодотворный труд, за большой вклад в пропаганду лучших фильмов отечественного и мирового кинематографа и в связи с 60-летием со дня рождения[26]